# Messerschmitt Me 410
Messerschmitt Me 410 Hornisse (sršeň) byl německý stíhací letoun, vyvinutý jako další následník typu Bf 110.
Letoun vycházel z nepovedeného typu Me 210, ale na rozdíl od něj měl silnější motory a delší trup. První stroje se k jednotkám dostaly v lednu 1943, kde nahrazovaly hlavně typy Do 217. Poprvé byly použity nad Anglií jako noční stíhače, poté sloužily ve Středomoří a na východní frontě. Od roku 1944 začaly nahrazovat stroje Bf 110 v jednotkách Zerstörer, které byly určeny k obraně Německa před spojeneckými bombardéry.
Průzkumná verze měla kamery v pumovnici a žádnou výzbroj. Verze Me 410 A-1 sloužila jako bitevní letoun i lehký bombardér a verze A-1/U4 byla vyzbrojena 50mm kanónem. Od roku 1944 se používala výzbroj 210mm raket a některé typy měly v pumovnici šestihlavňovou raketnici. Celkově stroj svého předchůdce Bf 110 nijak zvlášť nepřekonal a tak byla výroba roku 1944 ukončena, celkem vzniklo přes 1 100 kusů. Zajímavě byly řešeny kanony na boku trupu – dotykové přerušovače přerušily střelbu v okamžiku, kdy hlavně mířily na některou z částí trupu.

## Vznik a vývoj

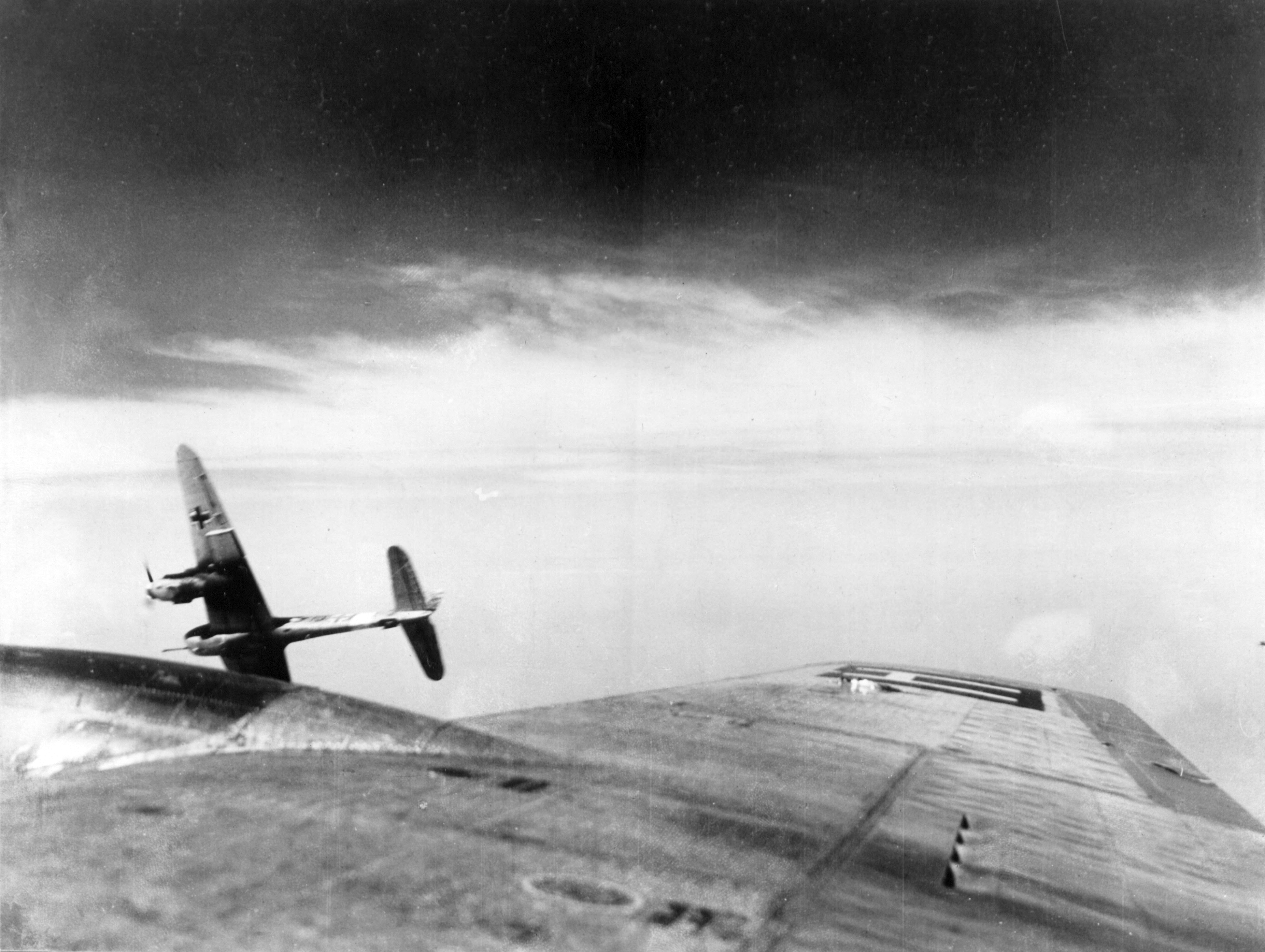
Me 410A-1/U4 s autokanonem BK 5 končí útok na B-17

První prototyp Messerschmitt Me 410 V1 Hornisse (Werk-Nr.027, DI+NW) byl dokončen koncem roku 1942, aby nahradil Me 210 a v podstatě byl jeho pozdějším verzím podobný. Kromě toho ve své konstrukci zahrnoval všechny prvky, které již byly na Me 210 představeny, jako například modifikovaná přední část trupu, prodloužený trup a sloty na náběžných hranách křídla. Messerschmitt Me 410 používal ve srovnání s Me 210 silnější motory Daimler-Benz DB 603A. Tyto výkonné motory zvýšily maximální rychlost Me 410 na 624 km/h, zlepšily stoupavost, dostup a cestovní rychlost, která se zvýšila na 579 km/h. Letadlo mělo dvoučlennou posádku – pilota a zadního střelce. Výzbroj Me 410 tvořily 2 kanóny MG 151, ráže 20mm a 2 kulomety MG 17 ráže 7,92 mm.
Zlepšení v ovladatelnosti uspokojilo Luftwaffe a tak její prvních pět strojů Me 410A-1 ve verzi lehkého bombardéru bylo dodáno v roce 1943. Tato verze měla nosnost bomb 2 000 kg. Poptávka po těchto strojích postupně začal narůstat, což vyústilo do otevření další výrobní linky poté, co do programu začátkem roku 1944 vstoupila firma Dornier. Ta doplnila Messerschmittovu výrobní linku v Augsburgu. Postupně se začalo i se zlepšováním, což vyústilo do dalších verzí.
Velmi důležitou inovací, která byla zavedena již na Me 210, byla dvojice dozadu střílejících, dálkově ovládaných kulometů MG 131, které ovládal zadní střelec pomocí zaměřovače Revit s pistolovou rukojetí na níž byla i spoušť. Tyto dálkově ovládané lafety představovaly pro pozemní obsluhu dost velkou námahu a to kvůli jejich údržbě. Také manipulace s nimi nebyla jednoduchá. V dubnu 1944 byly dodány první modely vylepšené verze E, která byla vybavena motorem Daimler Benz DE 603G o výkonu 1 417 kW. Model Me 410E-3 byla průzkumná verze podobná Me 410A-3; Me 410E-5 byla protilodní verze a torpédový bombardér, který byl na konci války ve stádiu prototypu. Me 410E-6 byla specializovaná protilodní verze, vyrobená v malých množstvích, která byla vybavena radarem FuG 200 Hohentwiel a nesla výzbroj skládající se ze dvou kanónů MG 151/20, dvou kanónů MK 103 ráže 30 mm a dvou kulometů MG 131.

## Operační nasazení

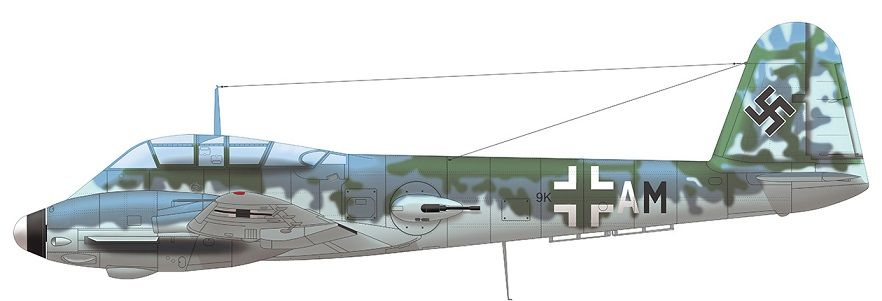
Messerschmitt Me 410A-1/U2 (W. Nr. 420428, 9K+AM), Obfw. Hermanna Boltena z bombardovací 4./KG 51. Stroj se stal prvním německým letounem sestřeleným během dne D, 6. června 1944

První stroje Me 410 A-1 zařadila Luftwaffe do výzbroje na konci ledna 1943. Jak spojenecká bombardovací ofenzíva v roce 1944 nabírala na intenzitě, začaly být Me 410 zahrnuty stále více do obrany vzdušného prostoru nad Německem. Jednou ze známějších obětí Me 410 bylo i americké stíhací eso, kapitán James Morris. Dne 7. července 1944 nad Halle a Bernburgem na něj zaútočil Me 410 a jeho stíhačku P-38 Lightning sestřelil, přičemž Morris zahynul. Me 410 se zúčastnil i několika úspěšných zásahů proti těžkým bombardérům, avšak utrpěly i těžké ztráty. Ty jim způsobovaly zejména doprovodné stíhačky. Výroba Me 410 byla zcela ukončena v září 1944, poté, co bylo vyrobeno 1 160 strojů.

## Uživatelé
Německo
- Luftwaffe

 Maďarské království
- Maďarské královské letectvo

## Dochované stroje
'Messerschmitt Me 410A-1/U2' – tento stroj s výrobním číslem W/NR.420430/AM72/8483M byl vyroben koncem roku 1943 v továrně Messerschmitt v Augsburgu. Výrobcem měl přidělený volací kód PD+VO. V květnu 1945 byl zajat Spojenci v dánském Vaerlose. Při rekonstrukci v 60. letech 20. století byly pod starším nátěrem odhaleny volací znaky 3U + AK a 3U + CC a řadící ho k 2. letce jednotky I/ZG26, která sloužila na Balkáně a Itálii. Jednou z posledních stíhacích jednotek které používaly Me 410 byla IV / ZG 26, se základnou v Norsku, která byla přejmenována na II/JG 5 "Eismeer" a v únoru 1945 přezbrojená na Bf 110. Poslední jednotkou, kde byl Me 410 nasazen, byla Luftflotte 6, kde zajišťoval průzkumné úkoly. Dne 13. října 1945 byl přeletěn do anglického Farnborough. Tam se podrobil zkouškám a v květnu 1946 bylo rozhodnuto o jeho zachování v muzeu. Do začátku 60. let 20. století byl přesouván po různých skladech letecké techniky. Potom byl přesunut na základnu Cosford, spolu s letouny Westland Lysander a Kawasaki Ki-100 a byl přemalován do německé kamufláže. V listopadu 1986 po předchozí renovaci zaměstnanci muzea a dobrovolníky byl vykonán pozemní start motorů, přičemž to bylo poté praktikováno v pravidelných intervalech.
Z 1 160 ks postavených Me 410 je jediným dalším zachovalým kusem Me410 A-2/U1 výrobního čísla W / Nr 10018/FE499 v USA v muzeu v Silver Hill ve státě Maryland.

## Varianty
- Me 410 A: první série
  - Me 410 A-1 (Schnellbomber)

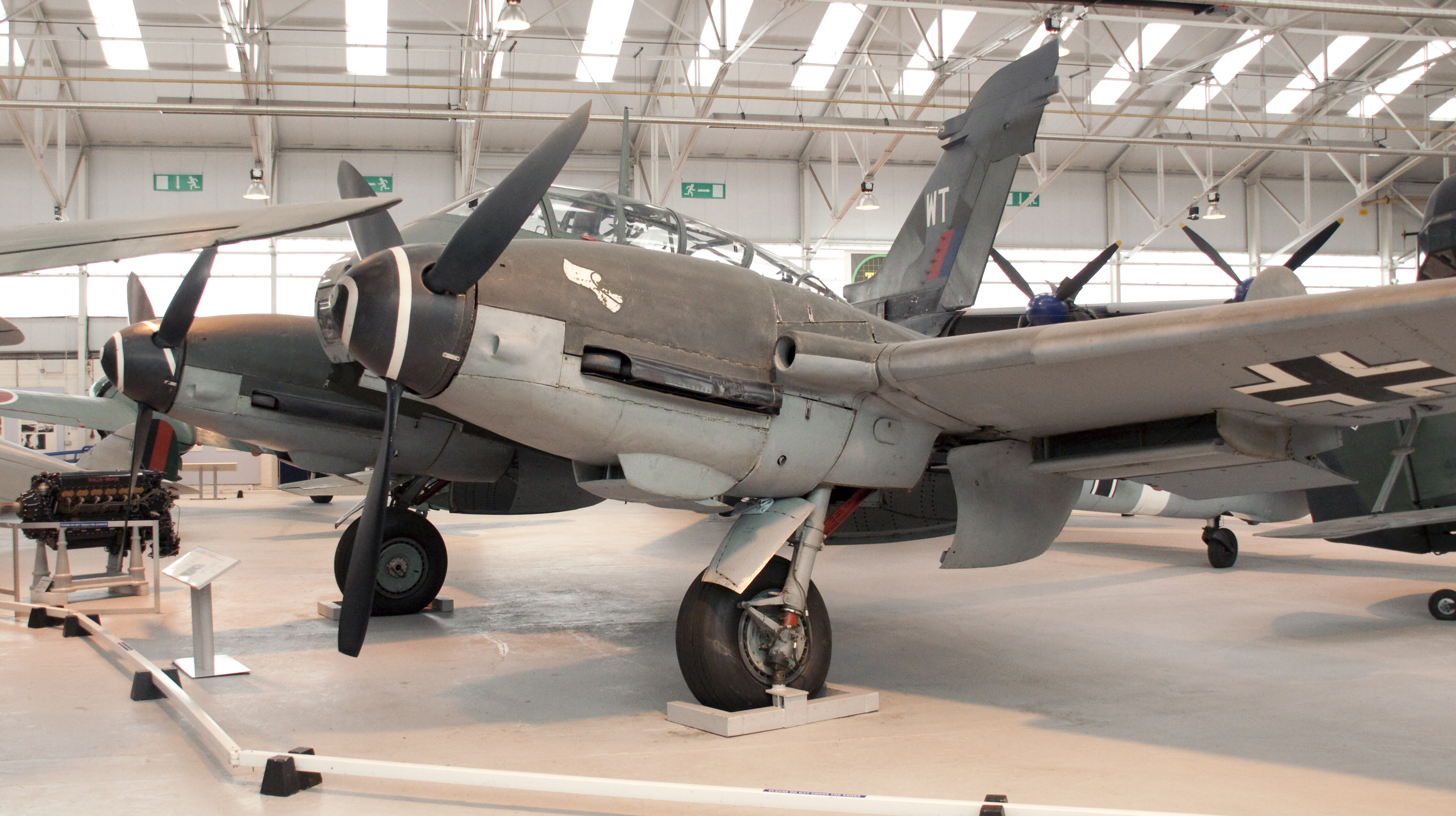
Messerschmitt Me 410 v anglickém muzeu v Cosfordu, 2009.

    - Me 410 A-1/U1 (Behelfsaufklärer)
    - Me 410 A-1/U2 (Behelfszerstörer)
    - Me 410 A-1/U4 (Behelfszerstörer s kanónem BK5 (nur Umrüstungen))

  - Me 410 A-2 (Zerstörer, nevyráběn)
  - Me 410 A-3 (průzkumný letoun)
- Me 410 B: Sériové provedení jako Me 410 A s kanónem MG 131 místo MG 17
  - Me 410 B-1 (Schnellbomber)
  - Me 410 B-2 (Zerstörer)
    - Me 410 B-2/U2 (Zerstörer)
    - Me 410 B-2/U4 (Zerstörer s kanónem BK 5)

  - Me 410 B-3 (průzkumný letoun)
  - Me 410 B-5 Nosič torpéd, nevyráběn sériově
  - Me 410 B-6 Zkoušen jako lovec ponorek
  - Me 410 B-7 Denní stíhač, jen prototyp
  - Me 410 B-8 Noční stíhač, jen prototyp

## Specifikace (Me 410A-1)

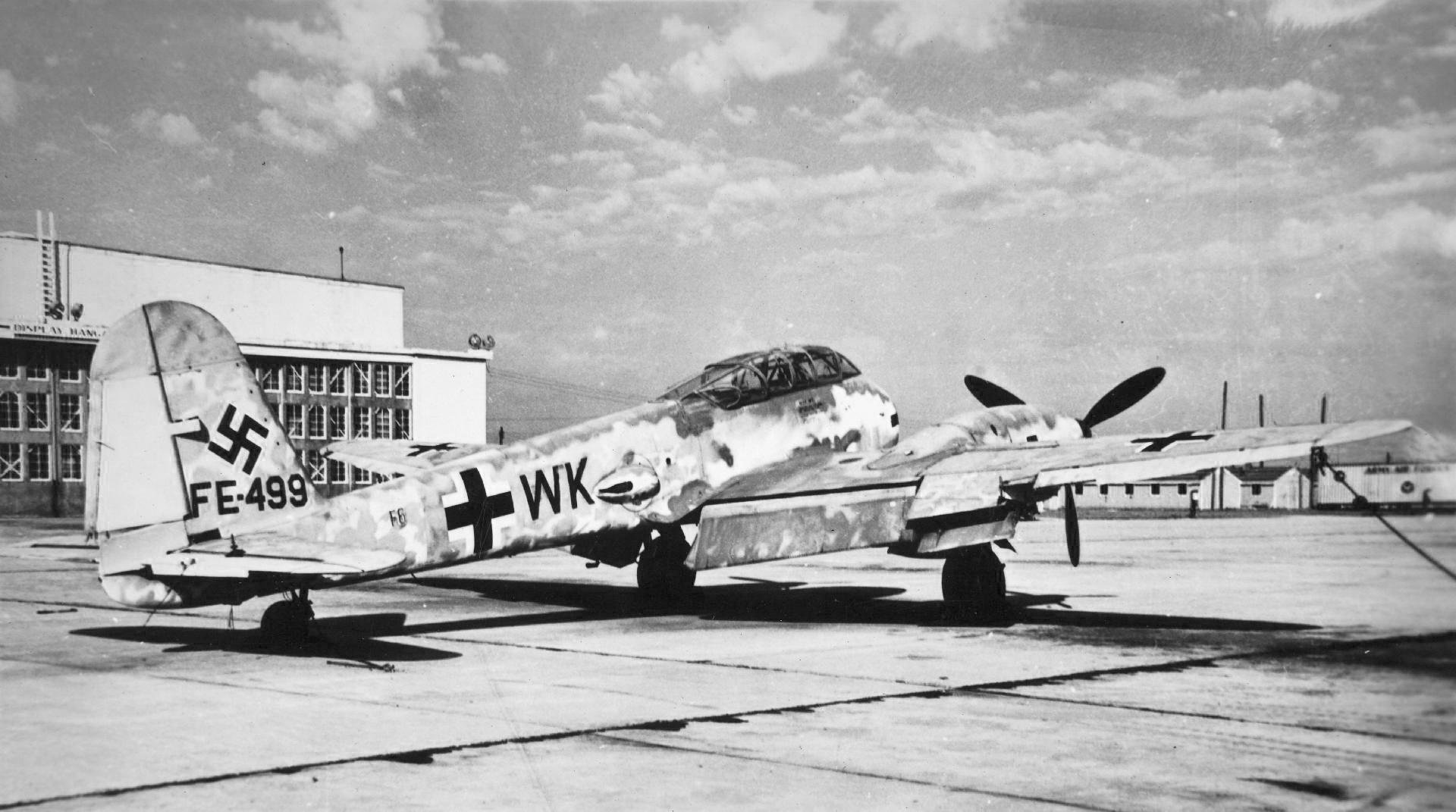
Me 410

Messerschmitt Me 410 (9K+WW)

### Technické údaje
- Osádka: 2
- Rozpětí: 16,4 m
- Délka: 12,48 m
- Výška: 4,3 m
- Nosná plocha: 36,2 m²
- Hmotnost prázdného stroje: 7520 kg
- Vzletová hmotnost: 9705 kg
- Maximální vzletová hmotnost: 9750 kg
- Pohonné jednotky: 2× 12 válcový, vidlicový, invertní motor DB 603A, každý o výkonu 1 750 hp

### Výkony
- Maximální rychlost: 624 km/h v 6700 m
- Dostup: 10 000 m
- Bojový dolet: 1690 km

### Výzbroj
- 2× 20mm kanón MG 151
- 2× kulomet MG 17 ráže 7,92 mm
- 2× obranný kulomet MG 131 ráže 13 mm
- do 1 000 kg pum SC 1000, SD 1000, SC 500, SC 50